# National Investment Bank
National Investment Bank Ghana Limited, generalment conegut com a National Investment Bank, abreujadament NIB, és un banc privat paraestatal de Ghana. És un dels bancs comercials autoritzats pel Bank of Ghana, el regulador bancari nacional.

## Informació general
NIB és un proveïdor de serveis financers de mida mitjana a Ghana. Pel desembre de 2011 el valor total dels actius del banc va ser d'aproximadament US$ 468.500.000 (GHS: 878.900.000 de dòlars), amb un patrimoni net d'aproximadament US $ 47 milions (GHS: 88.100.000).

## Història
El banc va ser establert pwl Govern de Ghana en 1963, com a banc de desenvolupament nacional. Més tard, el banc va obtenir una llicència de banca comercial pel Bank of Ghana, el regulador bancari nacional.

## Propietat
El propietari del 100% de les accions del National Investment Bank és el Govern de Ghana.

## Lideratge
Togbe Afede XIV és el president del Consell d'Administració; Ernest Mawuli Agbesi és el director general.

## Xarxa d'oficines
Pel març de 2011 el banc tenia una xarxa de 29 filials.